# Groupe de M81
Le groupe de M81 est un groupe de galaxies dont le centre est situé par 09h 55m et +69.1° dans la constellation de la Grande Ourse à environ ∼ 12,4 millions d'a.l. (∼ 3,8 Mpc) de la Voie lactée. Près d'une quarantaine de galaxies ont été identifiées au sein de ce groupe, dont M81 et M82 sont les plus notables, ainsi que quelques autres ayant une magnitude apparente significative. La masse totale de ce groupe est estimée à (1,03 ± 0,17) × 1012 M☉, soit un peu moins que la galaxie d'Andromède. Il s'agit du groupe de galaxies le plus proche du Groupe local, l'ensemble faisant partie du superamas de la Vierge.
Les galaxies M81, M82 et NGC 3077 sont en interaction gravitationnelle étroite entre elles causant la formation de filaments d'hydrogène atomique (régions H I) entre ces galaxies ainsi que l'effondrement gravitationnel de gaz interstellaire au cœur de M82 et NGC 3077, provoquant au sein de ces dernières un sursaut de formation stellaire.

## Membres
Le tableau ci-dessous liste les galaxies du groupe indiquées dans l'article de I.D. Karachentsev paru en 2005 ainsi que celles de l'article de A.M. Garcia paru en 1993. Les galaxies communes aux deux listes sont notées KG, celles qui apparaissent uniquement dans l'article de Karachentsev K, celles qui apparaissent uniquement dans la liste de Garcia G. La colonne « Des. » indique la désignation employée par Karachentsev dans sa liste ou une autre désignation courante. La colonne IG d'une galaxie désigne la galaxie qui exerce une forte influence gravitationnelle sur celle-ci.
| Nom                | Liste | Des.               | Const.       | IG       | Class.     | Type                               | α (J2000.0)   | δ (J2000.0) | Vitesse radiale (km/s) | m     | Distance (Mpc) | Diamètre (kal) |
| ------------------ | ----- | ------------------ | ------------ | -------- | ---------- | ---------------------------------- | ------------- | ----------- | ---------------------- | ----- | -------------- | -------------- |
| M81 (NGC 3031)     | KG    |                    | Grande Ourse |          | SA(s)ab    | Spirale                            | 09h 55m 33.2s | 69° 03′ 55″ | -39 ± 3                | 6,9   | 3,675 ± 0,483  | 96             |
| M82 (NGC 3034)     | KG    |                    | Grande Ourse |          | Sd         | Spirale                            | 09h 55m 52.7s | 69° 40′ 46″ | 269 ± 2                | 8,4   | 3,907 ± 0,668  | 47             |
| NGC 2366           | K     |                    | Girafe       | NGC 2403 | IB(s)m     | Irrégulière barrée                 | 07h 28m 54.6s | 69° 12′ 57″ | 103 ± 1                | 10,9  | 3,190 ± 0,907  | 27             |
| NGC 2403           | KG    |                    | Girafe       |          | SAB(s)cd   | Spirale intermédiaire              | 07h 36m 51.4s | 65° 36′ 09″ | 133 ± 0                | 8,5   | 3,400 ± 0,612  | 90             |
| NGC 2976           | KG    |                    | Grande Ourse |          | SAc pec    | Spirale                            | 09h 47m 15.4s | 67° 54′ 59″ | 2,7 ± 2,4              | 10,2  | 3,821 ± 0,861  | 22             |
| NGC 3077           | KG    |                    | Grande Ourse |          | Sd         | Spirale                            | 10h 03m 19.1s | 68° 44′ 02″ | 14,1 ± 3,9             | 9,9   | 3,633 ± 0,585  | 21             |
| NGC 4236           | KG    |                    | Dragon       |          | SB(s)dm    | Spirale barrée magellanique        | 12h 16m 42.1s | 69° 27′ 45″ | 0 ± 4                  | 9,6   | 3,393 ± 1,251  | 70             |
| NGC 4605           | K     |                    | Grande Ourse |          | SB(s)c pec | Spirale barrée                     | 12h 39m 59.4s | 61° 36′ 33″ | 136 ± 3                | 10,3  | 4,882 ± 0,737  | 32             |
| IC 2574            | KG    |                    | Grande Ourse |          | SAB(s)m    | Spirale intermédiaire magellanique | 10h 28m 23.5s | 68° 24′ 44″ | 57 ± 2                 | 10,2  | 3,290 ± 0,938  | 47             |
| UGC 4305 (ARP 268) | KG    | Ho II              | Grande Ourse |          | Im         | Irrégulière magellanique           | 08h 29m 05.5s | 70° 43′ 12″ | 157 ± 1                | 10,7  | 3,039 ± 0,938  | 26             |
| UGC 4459           | K     | DDO 53             | Grande Ourse |          | Im         | Irrégulière magellanique           | 08h 34m 07.2s | 66° 10′ 54″ | 20,1 ± 0,3             | 14,2  | 3,421 ± 0,579  | 5,8            |
| UGC 4483           | GK    |                    | Grande Ourse |          | Im?        | Irrégulière magellanique           | 08h 27m 03.0s | 69° 46′ 31″ | 156 ± 0,3              | 14,7  | 3,433 ± 0,180  | 4,6            |
| UGC 5139           | GK    | Ho I               | Grande Ourse |          | IAB(s)m    | Irrégulière magellanique           | 09h 40m 35.1s | 71° 10′ 46″ | 139 ± 1                | 12,8  | 3,683 ± 1,684  | 14             |
| UGC 5336           | GK    | Ho IX              | Grande Ourse |          | Im         | Irrégulière magellanique           | 09h 57m 32.0s | 69° 02′ 45″ | 46 ± 6                 | 14,2  | 4,048 ± 2,154  | 11,5           |
| UGC 5423           | G     | M81 Dwarf B        | Grande Ourse |          | Im         | Irrégulière magellanique           | 10h 05m 30.6s | 70° 21′ 52″ | 347 ± 1                | 14,7  | 7,962 ± 1,779  | 9,8            |
| UGC 5428           | K     | KDG 63             | Grande Ourse |          | Im?        | Irrégulière magellanique           | 10h 05m 06.4s | 66° 33′ 32″ | -129 ± 0,3             | 15,3  | 3,779 ± 0,410  | 8,2            |
| UGC 5442           | K     | KDG 64             | Grande Ourse |          | Im?        | Irrégulière magellanique           | 10h 07m 01.9s | 67° 49′ 39″ | -15 ± 13               | 14,04 | 3,785 ± 0,277  | 7,2            |
| UGC 5612(A)        | G     |                    | Grande Ourse |          | SB(s)dm    | Spirale barrée magellanique        | 10h 24m 06.5s | 70° 52′ 56″ | 1011 ± 11              | 12,2  | 13,985 ± 7,234 | 47             |
| UGC 5692           | GK    | DDO 82             | Grande Ourse |          | Sm?        | Spirale magellanique               | 10h 33m 35.0s | 70° 37′ 07″ | 56 ± 3                 | 12,7  | 4,000 ± 0,234  | 15             |
| UGC 6456           | K     |                    | Dragon       |          | Pec        | Particulière                       | 11h 27m 59.9s | 78° 59′ 39″ | -103 ± 0,3             | 14,1  | 4,138 ± 0,930  | 6,2            |
| UGC 7242(B)        | K     |                    | Dragon       | NGC 4236 | Scd?       | Particulière                       | 12h 14m 08.4s | 66° 05′ 41″ | 68 ± 2                 | 14,3  | 5,592 ± 0,026  | 10,2           |
| UGC 8201           | K     | DDO 165            | Dragon       | NGC 4236 | Im         | Irrégulière magellanique           | 13h 06m 24.8s | 67° 42′ 25″ | 31,6 ± 0,3             | 12,5  | 4,523 ± 0,708  | 16             |
| UGCA 133           | GK    | DDO 44             | Girafe       | NGC 2403 | Im?        | Irrégulière magellanique           | 07h 34m 11.5s | 66° 52′ 47″ | 213 ± 0                | 14,5  | 3,090 ± 0,092  | 9,0            |
| PGC 23521          | GK    | KDG 52 M81 Dwarf A | Grande Ourse |          | I?         | Irrégulière                        | 08h 23m 55.1s | 71° 01′ 56″ | 113 ± 0,3              | 16,5  | 3,520 ± 0,426  | ?              |
| PGC 28529          | K     | BK3N               | Grande Ourse |          | Im         | Irrégulière magellanique           | 09h 53m 48.5s | 68° 58′ 08″ | -40 ± 0                | 17,08 | 3,685 ± 0,596  | ?              |
| PGC 28731          | K     | KDG 61             | Grande Ourse |          | dE         | Naine elliptique                   | 09h 57m 03.4s | 68° 35′ 30″ | 221 ± 3                | 13,64 | 3,610 ± ?(F)   | ?              |
| PGC 29231          | K     | BK5N               | Grande Ourse | NGC 3077 | dE         | Naine elliptique                   | 10h 04m 41.4s | 68° 15′ 23″ | 221 ± 3                | 13,64 | 3,717 ± 0,167  | ?              |
| PGC 30664          | K     | DDO 78             | Grande Ourse |          | Im         | Irrégulière magellanique           | 10h 26m 28.0s | 67° 39′ 35″ | 55 ± 10                | ?     | 3,607 ± 0,136  | ?              |
| PGC 31286          | K     | BK6N               | Grande Ourse |          | d Sph      | Naine sphéroïde                    | 10h 34m 29.0s | 66° 00′ 30″ | 0 ± 0                  | ?     | 3,490 ± 0,312  | ?              |
| PGC 32667          | K     | KDG 73             | Grande Ourse |          | Im         | Irrégulière magellanique           | 10h 52m 57.1s | 69° 32′ 45″ | 116 ± 1                | 15,79 | 3,883 ± 0,130  | ?              |
| AO 0952+69 (C)     | K     | A0952              | Grande Ourse | NGC 3077 | Ir         | Irrégulière                        | 09h 57m 32.6s | 69° 17′ 00″ | 99 ± 0                 | ?     | 3,843 ± 0,055  | ?              |
| LEDA 2807133       | K     | KKH57              | Grande Ourse |          | Sph        | Sphéroïde                          | 10h 00m 15.4s | 63° 11′ 01″ | 0 ± 0                  | 18,5  | 3,910 ± ?(F)   | 0,49           |
| LEDA 3097827       | K     | F8D1               | Grande Ourse |          | dE         | Naine elliptique                   | 09h 44m 47.1s | 67° 26′ 19″ | -125 ± 0               | ?     | 3,748 ± 0,055  | ?              |
| IKN                | K     | IKN                | Grande Ourse |          | d Sph      | Naine sphéroïde                    | 10h 08m 05.9s | 68° 23′ 57″ | -140 ± 0               | ?     | 3,685 ± 0,087  | ?              |
| FM1(D)             | K     |                    |              |          |            |                                    |               |             |                        |       |                |                |
| KK 77(D)           | K     |                    |              |          |            |                                    |               |             |                        |       |                |                |
| HIJASS(D)          | K     |                    |              |          |            |                                    |               |             |                        |       |                |                |
| HS 117(D)          | K     |                    |              |          |            |                                    |               |             |                        |       |                |                |
| PGC 29167(E)       |       | Garland            | Grande Ourse |          | Im         | Irrégulière magellanique           | 10h 03m 42.0s | 68° 41′ 36″ | 42,8 ± 0               | ?     | 3,820 ± ?(F)   | ?              |

- (A)La distances de cette galaxie semble un peu grandes pour qu'elle fassent partie du groupe de M81, mais il n'y a respectivement que deux mesures inscrites pour UGC 5612. Notons également que le site DeepskyLog ne mentionne pas que la galaxie UGC 5612 fait partie du groupe de M81[17].
- (B)Le site DeepsskyLog mentionne habituellement l'appartenance des galaxies au groupe de M81, mais UGC 7242 n'y figure pas[18].
- (C)Cette galaxie est notée A0952 dans l'article de Karachentsev, ce qui porte à confusion avec l'amas ouvert Abell 952. On peut obtenir ses renseignements sur la base de données NASA/IPAC en entrant la requête PGC1 0028630 NED024
- (D)Ces galaxies sont introuvables sur les principales bases de données astronomiques.
- (E)Galaxie inscrite sur le site de SEDS (Students for the Exploration and Development of Space)[19].
- (F)Une seule mesure indépendante.

Le site DeepskyLog permet de trouver aisément les constellations des galaxies mentionnées dans ce tableau ou si elles ne s'y trouvent pas, l'outil  du site constellation permet de le faire à l'aide des coordonnées de la galaxie. Sauf indication contraire, les données proviennent du site NASA/IPAC.